# گلن کاکریل
گلن کاکریل (انگلیسی: Glenn Cockerill؛ زادهٔ ۲۵ اوت ۱۹۵۹) بازیکن فوتبال اهل بریتانیا است.
از باشگاه‌هایی که در آن بازی کرده‌است می‌توان به باشگاه فوتبال فولام، باشگاه فوتبال سوئیندون تاون، باشگاه فوتبال ساوت‌همپتون، باشگاه فوتبال شفیلد یونایتد، باشگاه فوتبال لینکولن سیتی، باشگاه فوتبال برنتفورد، و باشگاه فوتبال لیتون اورینت اشاره کرد.